# Macleania rotundifolia
Macleania rotundifolia là một loài thực vật có hoa trong họ Thạch nam. Loài này được Sodiro & Hoerold mô tả khoa học đầu tiên năm 1909.